# Holzstraße 35 (Düren)

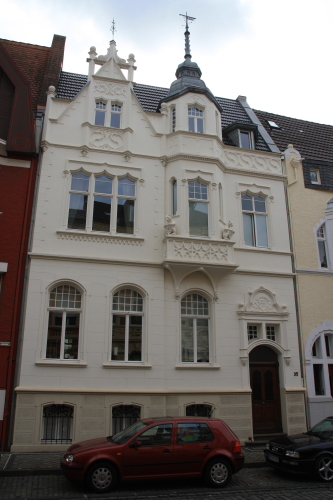
Das Haus Holzstr. 35

Das Wohnhaus Holzstraße 35 ist ein denkmalgeschütztes Gebäude in Düren, Nordrhein-Westfalen. Es steht in der Holzstraße in der Innenstadt, in der noch mehrere denkmalgeschützte Gebäude stehen.
Das Haus wurde nach einer Inschrift um 1900 erbaut. Der zweigeschossige Bau mit hohem Sockelgeschoss hat ein Giebelgeschoss und eine neugotische Stuckfassade. Ab dem 1. Obergeschoss ist ein Erkertürmchen mit zweifach geschweifter Haube angebaut.
Das Bauwerk ist unter Nr. 1/018 in die Denkmalliste der Stadt Düren eingetragen.